# Чурсин, Юрий Егорович
Юрий Егорович Чурсин (род. 19 февраля 1963 года) — советский и казахстанский игрок в хоккей с мячом.

## Карьера
Воспитанник краснотурьинского хоккея с мячом. Начал играть в ДЮСШ БАЗа в 1975 году, первый тренер — Анатолий Иванович Алексеев.
В «Маяке» дебютировал 24 ноября 1979 года.
Выступал за «Маяк» (Краснотурьинск) — 1979/80, «Динамо» (Алма-Ата) — 1980—1993, «Локомотив» (Оренбург) — 1994—1996.
В 1998—2002 выступал в норвежском клубе «Röa», в котором становился серебряным и бронзовым призёром чемпионата Норвегии.
В 1996—1998 годах снова играл в составе «Маяка» (Краснотурьинск), (1 лига — 49 игр, 3 мяча, высшая лига — 22 игры, 5 мячей).
В чемпионатах СССР и России среди команд высшей лиги провел 346 игр, забил 60 голов («Динамо» — 286, 52, «Локомотив» — 38, 3).
В настоящее время проживает в Осло (Норвегия).

## Достижения
- Бронзовый призёр первенства Мира среди юниоров 1982 года
- Чемпион СССР 1990 года
- Серебряный призёр чемпионата СССР 1981 года.
- Бронзовый призёр 1983 и 1992 годов.
- Серебряный призёр Спартакиады народов СССР 1986.
- Победитель первенства РСФСР (1980) среди юношей.